# آرلینگتون (آریزونا)
آرلینگتون (به انگلیسی: Arlington) یک منطقهٔ مسکونی در ایالات متحده آمریکا است که در شهرستان مریکوپا، آریزونا واقع شده‌است. آرلینگتون ۵٫۹۴ کیلومتر مربع مساحت و ۳۵٬۸۴۰ نفر جمعیت دارد.